# Чистополянское сельское поселение
Чистополянское сельское поселение — муниципальное образование в Рамонском районе Воронежской области.
Административный центр — село Чистая Поляна.

## География
Чистополянское сельское поселение расположено в западной части Рамонского муниципального района. На западе, юго-западе, юге и юго-востоке территория поселения граничит с Семилукским муниципальным районом; на севере — с Сомовским и Большеверейским сельскими поселениями; на востоке — со Скляевским сельским поселением Рамонского муниципального района Воронежской области.
Площадь территории поселения — 5,621 тыс. га.

## История
Чистополянский сельский совет образован в 1923 году составе Лебяженской волости Землянского уезда Воронежской губернии. В состав сельского совета вошли: село Чистая Поляна (центр), хутора Камышовка и Сапожок.
В 1928 году с введения нового административного деления и образования районов, упраздняется Лебяженская волость, сельский совет вошел в состав Землянского района, Воронежской области.
В 1963 году Землянский район был ликвидирован, и территория Чистополянского сельского совета вошла в состав Семилукского района вместе с Трещевским сельским советом (село Трещевка), который влился в Чистополянский сельский совет в 1960 году. В 1965 году, в связи с разукрупнением Семилукского района территория Чистополянского сельского совета вошла в состав Рамонского района Воронежской области.
Решением сессии Чистополянского сельсовета от 16.01.1992 г. исполком Чистополянского сельского Совета реорганизован в администрацию Чистополянского сельсовета.
Постановлением главы администрации Чистополянского сельсовета № 8 от 09.10.1993 г. администрация Чистополянского сельсовета реорганизована в Чистополянскую сельскую администрацию.
Решением Совета народных депутатов Чистополянского сельского поселения от 15.04.2005 г. № 5 Чистополянская сельская администрация реорганизована в администрацию Чистополянского сельского поселения.

## Административное деление
В состав поселения входят:
- село Чистая Поляна,
- хутор Камышовка,
- хутор Сапожок,
- село Трещевка.

## Население
| 2010 | 2012 | 2013 | 2014 | 2015 | 2016 | 2017 |
| ---- | ---- | ---- | ---- | ---- | ---- | ---- |
| 582  | ↘560 | ↗576 | ↗579 | ↘577 | ↘564 | ↘547 |
| 2018 |      |      |      |      |      |      |
| ↗550 |      |      |      |      |      |      |